# Alerta máxima 2
Alerta máxima 2 (título original: Under Siege 2: Dark Territory) es la secuela de la película Alerta máxima. Dirigida por Geoff Murphy, es protagonizada por Steven Seagal.

## Argumento
Años después de los sucesos de Alerta máxima, Casey Ryback (Steven Seagal) se dispone a abordar un tren junto a su sobrina Sarah (Katherine Heigl), hija de su difunto hermano y a quien hace tiempo que no ve. Ambos se disponen a acudir a Los Ángeles para acudir al funeral del hermano de Casey. Se observa que ambos mantienen una relación fría, pues Sarah culpa a su tío de no haber contactado con su padre antes de fallecer.
Cuando el tren se pone en marcha, una serie de hombres eliminan a los maquinistas y se apoderan de los mandos; son los hombres de Marcus Penn (Everett McGill), mercenarios contratados por Travis Dane (Eric Bogosian), un lunático experto en ordenadores y ciberterrorista que anteriormente había trabajado para la CIA. Los mercenarios de Dane secuestran el tren mientras se hallaban cruzando las Montañas Rocosas debido a que se hallarían fuera de cualquier radar. Su objetivo son dos agentes del Departamento de Defensa de los Estados Unidos, los cuales poseen los códigos para controlar el Grazer, un satélite militar indetectable para cualquier otro satélite, diseñado por el propio Dane. Este contacta con el Alto Mando estadounidense para informar de que ahora posee el control del satélite y demanda un billón de dólares a cambio de no destruir el reactor nuclear ubicado bajo el Pentágono; Dane demuestra el poder del Grazer destruyendo una planta de residuos china que en realidad era una fábrica de armas químicas.
Los mercenarios de Dane y Penn toman a los pasajeros como rehenes en uno de los vagones. Ryback, que no se halla entre ellos, comienza a avanzar por el tren con la ayuda de Bobby Zachs (Morris Chestnut), un camarero de a bordo que se une a él a regañadientes y que actúa como alivio cómico.
El Alto Mando cree haber detectado el Grazer, de manera que emplean otro de sus satélites para destruirlo, sin embargo, Dane lo camufló entre un gran número de satélites espía, de manera que el Alto Mando no podría derribarlos a todos antes de que cumpla su objetivo. Al observar desde dónde está contactando Dane, envían un bombardero silencioso Lockheed F-117 Nighthawk para destruir el tren como último recurso, sin embargo, Dane lo derriba en pleno vuelo empleando el Grazer.
Al percatarse de los problemas que puede causarles Ryback, Penn consigue localizar y descubrir la auténtica identidad de Sarah, a la cual toma como rehén. Mientras tanto, Ryback y Zachs consiguen llevarse el CD que contiene los códigos de control del satélite y se bajan del tren en marcha. Los hombres de Penn detienen el tren y acuden a buscarlos; entre Ryback y Zachs acaban con ellos, sin embargo, pierden el CD con los códigos. Penn lo encuentra por casualidad y reanuda la marcha, creyendo que Ryback ya no se encuentra a bordo.
Dane inicia una cuenta atrás hasta que el Grazer destruya el Pentágono. Por su parte, Ryback consigue contactar con el almirante Bates (Andy Romano) e informarle de la situación, logrando regresar al tren justo a tiempo para salvar a Bobby. Ambos descubren que Dane pretende impactar el tren con otro que transporta una gran cantidad de gasolina, de manera que así pueda eliminar su rastro, mientras un helicóptero aguarda para recogerles. El Alto Mando envía otros dos cazas F-117 para destruir el tren. Sin embargo, Dane y Penn los descubren y acaban con ellos, de manera que Ryback se convierte en la única esperanza de frustrar los planes de Dane y salvar a los rehenes.
Ryback continúa avanzando eliminando a los hombres de Penn y salva a los rehenes, por lo cual, Penn decide enfrentarse a él cara a cara. Tras un enfrentamiento, Ryback acaba con él y acto seguido se dispone a confrontar a Dane; Ryback dispara al teléfono satelital, haciendo que Dane pierda el control del satélite, de manera que el Alto Mando puede destruirlo segundos antes de que lance su ataque sobre el Pentágono. Ryback, Sarah y Zachs logran alcanzar el helicóptero de Dane justo antes de que el tren impacte, sin embargo, Dane logra alcanzarlo igualmente, hasta que Ryback logra arrojarlo a la explosión que consumía al tren. Ya a salvo, informan al Alto Mando de su éxito.
En la última escena, Ryback y Sarah se encuentran frente a la tumba de su hermano.

## Reparto
| Actor              | Personaje          | Doblaje               | Doblaje               |
| ------------------ | ------------------ | --------------------- | --------------------- |
| Steven Seagal      | Casey Ryback       | Humberto Solórzano    | Jordi Brau            |
| Eric Bogosian      | Travis Dane        | Pedro D'Aguillon Jr.  | Juan Antonio Bernal   |
| Katherine Heigl    | Sarah Ryback       | Elsa Covián           | María del Mar Tamarí  |
| Morris Chestnut    | Bobby Zachs        | Sergio Gutiérrez Coto | Daniel García         |
| Everett McGill     | Marcus Penn        | Blas García           | Miguel Ángel Jenner   |
| Brenda Bakke       | Linda Gilder       | Ángela Villanueva     | Concha García Valero  |
| Peter Greene       | Mercenario         | Alejandro Illescas    | Antonio Lara          |
| Andy Romano        | Almirante Bates    | Armando Réndiz        | Pepe Mediavilla       |
| Kurtwood Smith     | General Cooper     | Alfonso Ramírez       | José Luis Sansalvador |
| Nick Mancuso       | Tom Breaker        | Mario Sauret          | Juan Carlos Gustems   |
| Jonathan Banks     | Scotty, mercenario | Yamil Atala           | Toni Solanes          |
| David Gianopoulos  | David Trilling     | Marcos Patiño         | Armando Carreras      |
| Royce D. Applegate | Cocinero de Ryback | Sergio Barrios        | Rafael Calvo          |

## Producción
Los vagones de pasajeros del ferrocarril de la película fueron construidos especialmente para esta película por la ahora extinta Colorado Railcar Company. A día de hoy esos vagones todavía permanecen existentes.

## Lanzamientos mundiales
| País                                                                          | Fecha de estreno                   |
| ----------------------------------------------------------------------------- | ---------------------------------- |
| Alemania                                                                      | Jueves 7 de septiembre de 1995     |
| Argentina                                                                     | Jueves 14 de septiembre de 1995    |
| Australia                                                                     | Jueves 20 de julio de 1995         |
| Austria                                                                       | Viernes 8 de septiembre de 1995    |
| Bélgica                                                                       | Miércoles 27 de septiembre de 1995 |
| Belice · Costa Rica · El Salvador · Guatemala · Honduras · Nicaragua · Panamá | Viernes 8 de septiembre de 1995    |
| Bolivia                                                                       | Jueves 28 de septiembre de 1995    |
| Brasil                                                                        | Viernes 15 de septiembre de 1995   |
| Bulgaria                                                                      | Viernes 1 de diciembre de 1995     |
| Chile                                                                         | Jueves 14 de septiembre de 1995    |
| Colombia                                                                      | Jueves 7 de septiembre de 1995     |
| Corea del Sur                                                                 | Sábado 5 de agosto de 1995         |
| Croacia                                                                       | Jueves 23 de noviembre de 1995     |
| Dinamarca                                                                     | Viernes 21 de julio de 1995        |
| Egipto                                                                        | Lunes 19 de febrero de 1996        |
| Eslovenia                                                                     | Jueves 7 de diciembre de 1995      |
| España                                                                        | Viernes 22 de septiembre de 1995   |
| Estados Unidos · Canadá                                                       | Viernes 14 de julio de 1995        |
| Filipinas                                                                     | Miércoles 23 de agosto de 1995     |
| Finlandia                                                                     | Viernes 18 de agosto de 1995       |
| Francia                                                                       | Miércoles 20 de septiembre de 1995 |

| País                         | Fecha de estreno                 |
| ---------------------------- | -------------------------------- |
| Grecia                       | Viernes 15 de septiembre de 1995 |
| Hong Kong                    | Jueves 24 de agosto de 1995      |
| Hungría                      | Jueves 23 de noviembre de 1995   |
| India                        | Viernes 15 de diciembre de 1995  |
| Indonesia                    | Martes 29 de agosto de 1995      |
| Israel                       | Viernes 29 de septiembre de 1995 |
| Italia                       | Viernes 17 de noviembre de 1995  |
| Japón                        | Sábado 20 de enero de 1996       |
| Malasia                      | Jueves 28 de septiembre de 1995  |
| México                       | Viernes 8 de septiembre de 1995  |
| Noruega                      | Viernes 13 de octubre de 1995    |
| Nueva Zelanda                | Viernes 11 de agosto de 1995     |
| Países Bajos                 | Jueves 7 de septiembre de 1995   |
| Perú                         | Viernes 22 de septiembre de 1995 |
| Polonia                      | Viernes 1 de diciembre de 1995   |
| Portugal                     | Viernes 3 de noviembre de 1995   |
| Puerto Rico                  | Jueves 20 de julio de 1995       |
| Reino Unido Irlanda          | Viernes 6 de octubre de 1995     |
| República Checa · Eslovaquia | Jueves 16 de noviembre de 1995   |
| Rumania                      | Viernes 17 de noviembre de 1995  |
| Singapur                     | Jueves 27 de julio de 1995       |
| Sudáfrica                    | Viernes 25 de agosto de 1995     |
| Suecia                       | Viernes 15 de septiembre de 1995 |
| Suiza                        | Viernes 8 de septiembre de 1995  |
| Tailandia                    | Viernes 25 de agosto de 1995     |
| Taiwán                       | Sábado 26 de agosto de 1995      |
| Turquía                      | Viernes 8 de diciembre de 1995   |
| Uruguay                      | Viernes 22 de septiembre de 1995 |
| Venezuela                    | Miércoles 30 de agosto de 1995   |

## Recepción
Fue la película más taquillera de Steven Seagal.